# Rožňava (huyện)
Rožňava (okres Rožňava) là một huyện nằm tại vùng hành chính Košice, đông Slovakia. Cho đến năm 1918, huyện này chủ yếu là một phần  của hạt Gömör és Kishont, ngoại trừ khu vực ở phía đông nam xung quanh các đô thị Silická Jablonica, Hrušov, Jablonov nad Turňou và Hrhov,như là một phần của hạt Abaúj-Torna.

## Dân số
| Năm            | 1994   | 2004   | 2014   | 2024   |
| -------------- | ------ | ------ | ------ | ------ |
| Số lượng người | 61.292 | 61.902 | 62.877 | 58.305 |
| Sự khác biệt   |        | +0,99% | +1,57% | −7,27% |

| Năm            | 2023   | 2024   |
| -------------- | ------ | ------ |
| Số lượng người | 58.422 | 58.305 |
| Sự khác biệt   |        | −0,20% |

## Đô thị
- Ardovo
- Betliar
- Bohúňovo
- Bôrka
- Brdárka
- Bretka
- Brzotín
- Čierna Lehota
- Čoltovo
- Čučma
- Dedinky
- Dlhá Ves
- Dobšiná
- Drnava
- Gemerská Hôrka
- Gemerská Panica
- Gemerská Poloma
- Gočaltovo
- Gočovo
- Hanková
- Henckovce
- Honce
- Hrhov
- Hrušov
- Jablonov nad Turňou
- Jovice
- Kečovo
- Kobeliarovo
- Koceľovce
- Kováčová
- Krásnohorská Dlhá Lúka
- Krásnohorské Podhradie
- Kružná
- Kunova Teplica
- Lipovník
- Lúčka
- Markuška
- Meliata
- Nižná Slaná
- Ochtiná
- Pača
- Pašková
- Petrovo
- Plešivec
- Rakovnica
- Rejdová
- Rochovce
- Roštár
- Rozložná
- Rožňava
- Rožňavské Bystré
- Rudná
- Silica
- Silická Brezová
- Silická Jablonica
- Slavec
- Slavoška
- Slavošovce
- Stratená
- Štítnik
- Vlachovo
- Vyšná Slaná